# Andrzej Malinowski (harcmistrz)
Andrzej Malinowski ps. „Włodek” (ur. 2 kwietnia 1921 w Warszawie, zm. 13 lipca 1944 tamże) – polski harcmistrz, obrońca Modlina, żołnierz Szarych Szeregów, dowódca 1 kompanii „Maciek” batalionu „Zośka”, podporucznik Armii Krajowej.

## Życiorys

### Młodość

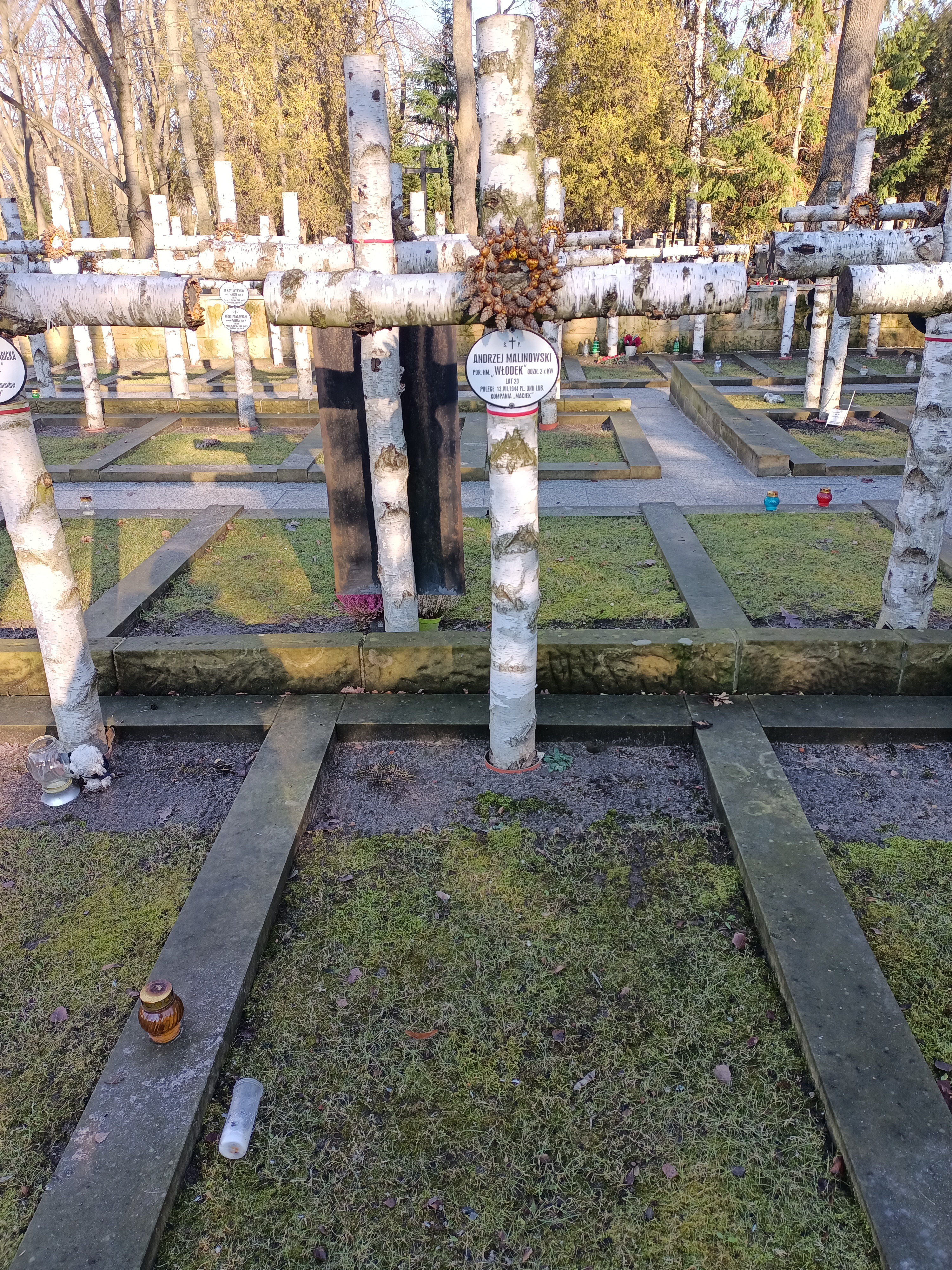
Grób porucznika Andrzeja Malinowskiego na Cmentarzu Wojskowym na Powązkach

Urodził się w rodzinie inteligenckiej jako syn Władysława Andrzeja Malinowskiego, lekarza medycyny i Jadwigi z Głowackich. Ojciec był lekarzem wojskowym w wojnie polsko-bolszewickiej, później pełnił funkcję dowódcy Stacji Zbornej Grupy Poleskiej, a także był pracownikiem sekcji wojskowej przy Ministerstwie Spraw Zagranicznych.
Gdy miał rok, rodzina Malinowskich przeprowadziła się do Szreńska koło Mławy. Dwa lata później Malinowscy osiedli w Ciechanowie, gdzie Władysław Malinowski otrzymał posadę lekarza powiatowego. Andrzej Malinowski uczęszczał do ciechanowskiego Gimnazjum Państwowego im. Zygmunta Krasińskiego, w którym w maju 1938 roku zdał maturę. We wrześniu tegoż roku wstąpił do Mazowieckiej Szkoły Podchorążych Rezerwy Artylerii im. Józefa Bema w Zambrowie. Był żołnierzem 8 Płockiego pułku artylerii lekkiej.

### II wojna światowa
Podczas kampanii wrześniowej plutonowy podchorąży Malinowski walczył w szeregach Armii „Modlin” (8 Dywizja Piechoty (II RP)). Po kapitulacji Modlina, już jako podporucznik, dostał się do niemieckiego obozu w Królewcu, z którego wyszedł wiosną 1940 roku. Od 1941 roku był studentem medycyny Szkoły Zawodowej dla Pomocniczego Personelu Sanitarnego dr. Jana Zaorskiego w Warszawie.

### Szare Szeregi
Do Szarych Szeregów dostał się za sprawą kolegi ze Szkoły dr. Jana Zaorskiego, Kazimierza Łodzińskiego. Należał do Hufca Centrum, którego dowódcą był Tadeusz Zawadzki „Zośka”. 16 stycznia 1942 roku został zatrzymany przez niemiecki patrol i trafił na Pawiak, skąd wydostał się 10 lutego tego samego roku.

#### Akcje dywersyjne
- akcja pod Celestynowem
- akcja pod Sieczychami
- Akcja Wilanów (atak na posterunek żandarmerii niemieckiej, policji granatowej i „streifę” przy szosie powsińskiej oraz miejsce postoju lotników niemieckich w Wilanowie)
- akcja pod Szymanowem (wykolejenie pociągu pospiesznego, przewożącego niemieckich żołnierzy).

### Śmierć
Podczas przewożenia broni, samochód, którym jechał wraz z kolegą, został zatrzymany przez niemiecki patrol. Obaj mężczyźni rzucili się do ucieczki, lecz tylko szoferowi udało się zbiec. Andrzej Malinowski, trafiony w nogi, próbował się czołgać. Zginął 13 lipca 1944 pod ostrzałem.

Pochowany na Cmentarzu Wojskowym na Powązkach (kwatera A20-6-13).

## Odznaczenia
Dwukrotnie odznaczony Krzyżem Walecznych.
Jego imieniem nazwano I pluton 1 kompanii „Maciek” batalionu „Zośka”.